# 자일자동차
자일자동차(自一自動車, ZYLE MOTOR CORPORATION)는 대한민국의 자동차 회사이다. 본사는 인천광역시 부평구 청천동에 있으며 사장은 이기인이다.

## 역사
자일자동차는 대우자동차판매의 버스판매 부문이 2011년 분할하여 신규 설립된 법인이, 자일대우버스의 폐업과 함께 영업자산을 양수하여 해외법인도 인수하여 해외공장을 운영하게 되면서 현재의 형태가 되었다.
대우그룹은 1993년 대우자동차의 영업 부문이 분리되어 대우자동차판매(주)를 세워 자동차판매 업체를 분리하였다.
1994년에는 우리자동차판매로 상호를 변경하였고, 1996년 시계 제조 업체인 한독(주)을 인수한 후 주식을 상장하였다.
시계 제조업체인 한독 계열의 건설사업 등도 양수하여, 자동차판매 사업과, 건설사업 등을 영위하는 업체로 운영되다가, IMF 경제위기와 함께 모기업인 대우자동차의 부도로 어려움을 겪게 되었다.
쌍용자동차, 한국지엠, 타타대우상용차의 판매 위탁이 종료되고 자일상용차 버스 판매 역할만 맡게 되면서, 워크아웃을 거쳐 회사를 3개로 분할하여, 송도개발 사업은 존속법인으로 남기고 건설 사업은 대우산업개발로 남기고, 버스판매부문은 자일상용차를 인수한 영안모자그룹측에 인수되었다.
자동차판매 부분 전체를 양수한게 아니라 버스판매 부분만을 양수한 것이기 때문에, 이 과정에서 승용차판매와 트럭 판매에 종사하던 대우자동차판매 직원의 고용승계가 거부되어 논란이 되었다.
영안모자측은 한국내 공장의 생산성이 부족하다며 해외 이전시 노조와 협의하도록 한 노사합의를 어기고 자일대우버스를 폐업하였으며, 이후 자일자동차판매가 명칭을 바꾼 뒤 자일대우버스의 해외법인과 지적재산권을 양수하여, 해외 버스 공장을 소유 및 관리하고 대한민국 내에 판매하는 현재의 자일자동차 체제가 성립되었다.
대부분의 자일대우버스 직원들은 해고당했고 소수가 자일자동차로 이적하였다.
현재 자일자동차는 자일대우버스 울산 공장의 생산 기능을 베트남법인으로 옮겨 자동차를 생산하고 있으며, 이러한 자일대우버스 폐업 사태는 부당노동행위로 비판받고 있다.
중앙노동위원회는 자일대우버스 폐업은 부당노동행위이며 자일자동차는 자일대우버스 울산공장 직원 고용을 승계할 의무가 있다고 결정했다.